# Mohammad Najibulá
Mohammad Najibulá Ahmadzai (pastún: محمد نجیب‌الله, también escrito Najibullah o Nayibulá; Gardez, 6 de agosto de 1947-Kabul, 27 de septiembre de 1996), también conocido como Dr. Najib, fue un médico y político afgano, gobernante de la República Democrática de Afganistán entre 1986 a 1987, de la República de Afganistán entre 1986 a 1992 y secretario general del Partido Democrático Popular de Afganistán.
Durante la guerra de Afganistán (1978-1992) fue promovido a director del JAD, equivalente afgano del KGB, en 1986 se convirtió en secretario del Partido, y poco después en presidente de la República (1987-1992).
Durante su mandato los soviéticos retiraron sus tropas de ocupación, si bien continuaron apoyando económica y militarmente su régimen. Por ello su política se orientó a la llamada «Reconciliación Nacional», que buscaba poner fin a la Guerra Civil mediante negociaciones y concesiones a los muyahidines, a los que concedió amnistías por sus crímenes. De igual modo, la nueva Constitución de 1990 convirtió el país en un Estado islámico, borrando toda referencia al comunismo hasta entonces imperante.
Sin embargo, la disolución de la URSS, de cuyo apoyo dependía totalmente su gobierno, así como el apoyo de Estados Unidos a los fundamentalistas islámicos, provocó el colapso del régimen y su derrocamiento. Desde entonces, vivió asilado en la sede de la ONU en Kabul hasta que en 1996 los talibanes irrumpieron en la capital afgana, castrándolo y asesinándolo públicamente.

## Biografía

### Primeros años
Nació el 6 de agosto de 1947 en el pueblo de Gardīz, provincia de Paktia, hijo del funcionario público pastún Muhammad Akhtar, cónsul en Peshawar. Su abuelo era un jefe tribal. Najibulá pasó la mayor parte de su infancia en la frontera afgano-pakistaní, cerca de Peshawar.
Después de graduarse en la escuela secundaria Habibi de Kabul, en 1965, Najibulá ingresó en la Facultad de Medicina de la Universidad de Kabul. Ese mismo año se incorporó al Partido Democrático Popular de Afganistán (PDPA) a través de la entonces ilegal Unión Democrática de Estudiantes, donde se hizo famoso tanto por su oratoria como por destacar en el levantamiento de pesas y la lucha libre (que le hizo ganarse el apodo El Toro).
En 1969 fue arrestado por primera vez. En el juicio se le acusó de «perturbar y tensionar la seguridad pública», «participar en huelgas y manifestaciones ilegales», «provocar disturbios y enfrentamientos con la policía» y «crear las condiciones para llamar al pueblo a la rebelión». En enero del año siguiente fue nuevamente detenido durante una manifestación antiestadounidense, en la cual manifestantes arrojaron huevos al automóvil del vicepresidente de los Estados Unidos, Spiro Agnew. En esta ocasión fue acusado de insultar a EE. UU. y su bandera, así como de acciones «contrarias a su política de neutralidad en el Afganistán». Najibulá usó el juicio para difundir sus ideas acerca de la eliminación del feudalismo, la reducción del papel de la religión, la igualdad de derechos para las mujeres y para las etnias y por la liberación de los más de trece mil presos políticos que había entonces.
En una entrevista concedida a Izvestia, periódico oficial del Gobierno soviético, el 29 de diciembre de 1989, Najib recordó aquellos años:

«¿Cómo llegué a ser un revolucionario? Estudié en un liceo en Kabul y me iba de vacaciones con mi padre, que servía en Peshawar, todos los años. En algún lugar de Jalalabad había un alto. Y ahí, una cascada clara. Las mujeres y los hombres estaban separados. Y un día veo a una mujer que corre a lo largo de un camino en la parte superior y le grita a alguien de los hombres: "su hijo nació". Todo el mundo comenzó a ir cuesta arriba. Yo estuve buscando durante veinte minutos dónde acababa de pasar y vi a la mujer que dio a luz envuelta en un chal y con su hijo yéndose con una caravana de nómadas. Sentí un impulso interno, temblaba. Pensé, ¿por qué la mujer afgana debe dar a luz en la tierra entre las piedras, como animales desamparados? No pensaba en una revolución sino que sólo me estaba llenando de ira y vergüenza. Yo amaba mi tierra y mi pueblo, ¿por qué él tiene que vivir como lo peor de la raza humana?»

Después de la división del PDPA en 1967, Najibulá se unió a la facción moderada Parcham y se convirtió en discípulo de uno de sus principales dirigentes, Mir Akbar Kaibar, cuyo asesinato desencadenaría la Revolución en 1978. En 1975 se graduó y comenzó a trabajar en hospitales. También se dedicó al trabajo en el partido: fue jefe del Comité del PDPA en Kabul y en 1977 se convirtió en miembro del Comité Central del partido.

### Carrera política
Después del triunfo de la Revolución de Saur en 1978, se convirtió en miembro del Consejo Revolucionario de la República Democrática de Afganistán. Pero como resultado de las luchas internas del partido, en junio fue enviado como embajador a Irán, cargo en que duró poco; en octubre fue acusado junto con otros líderes de Parcham de conspiración contra el gobierno, por lo que fue destituido de su cargo y privado de la ciudadanía afgana. Najibulá se vio obligado a refugiarse en Moscú, donde permaneció hasta la entrada del Ejército Soviético en la guerra de Afganistán.
En diciembre de 1979 regresó, al igual que otros exiliados, y en enero de 1980 fue nombrado director del Servicio de Información del Gobierno (el servicio de inteligencia), cargo que desempeñó durante seis años. Durante este tiempo, el personal de inteligencia aumentó de 120 empleados a aproximadamente 25 000, controlados por 1500 oficiales del KGB, y su presupuesto se incrementó en un 1000 %, aportado directamente por la Unión Soviética, ante la cual respondía directamente, sin pasar por el gobierno afgano.
Los empleados del JAD estaban entre los mejor pagados del Afganistán comunista, y, debido a ello, su adoctrinamiento político fue una prioridad. Durante una conferencia del PDPA, Najibulá declaró -en relación con este adoctrinamiento-que los oficiales de la inteligencia afgana tenían «un arma en una mano y un libro en la otra».
Las actividades terroristas del JAD alcanzaron su ápice bajo el mandato de Najibulá, protagonizando numerosas violaciones a los derechos humanos (torturas y ejecuciones extrajudiciales). En 1986 había más de 100 000 presos políticos y se habían producido más de 16 500 ejecuciones extrajudiciales. Sus principales objetivos fueron los opositores al comunismo y las clases más instruidas de la sociedad. Debido a sus servicios obtuvo el rango de General de División.

### Ascenso al poder
Sin embargo, en el seno del Partido había oposición a que Najibulá reemplazara a Babrak Karmal, ya que era público y notorio que se aprovechaba de su posición en beneficio propio. Además, para cimentar su poder alentó un florecimiento del enchufismo, el saqueo de los fondos públicos, el soborno y la corrupción a una escala inaudita, que se convertiría en norma en Afganistán hasta la actualidad. A pesar de las luchas de poder, Karmal mantuvo considerables apoyos y se mantuvo al frente del Partido durante más de un lustro.
Debido al deterioro de la situación militar en Afganistán, los soviéticos decidieron retirarse. Mijaíl Gorbachov quería que Karmal renunciara y fuera sustituido por Najibulá, a fin de asegurar que el país permancía leal a los intereses de Moscú. Yuri Andrópov, Borís Ponomariov y Dmitri Ustínov tenían un alto concepto de su persona. Las negociaciones para lograr que sucediera a Karmal comenzaron ya en 1983.
En noviembre de 1985 fue promovido al Secretariado del PDPA, aumentando su poder e influencia al convertir el JAD en un ministerio en enero del 86.
A pesar de todo, Najibulá no era la única carta de la que disponían los soviéticos. Un informe del GRU, la inteligencia militar opuesta al KGB, lo consideraba inapropiado por su condición de nacionalista pastún, lo cual podría hundir aún más la escasa popularidad del régimen. El GRU consideraba que Asadulá Sarvari, jefe del ASGA, la policía secreta que precedió al JAD, era un candidato superior, capaz de lograr el equilibrio entre pastunes, tayikos y uzbekos. Otro candidato viable fue el líder revolucionario Abdul Qadir.

### Líder de Afganistán: 1986-1992
El 4 de mayo de 1986 fue elegido secretario general del Comité Central del PDPA, en la 18.ª asamblea del Partido. Sin embargo, Kermal mantuvo su posición como presidente del Consejo Revolucionario. Durante su investidura la policía tuvo que disolver manifestaciones en apoyo al anterior líder, Babrak Karmal, y tropas soviéticas vigilaron varios edificios gubernamentales para evitar un golpe de Estado.
El 15 de mayo Najibulá anunció el establecimiento de una troika, con él mismo como líder del Partido, Karmal como jefe de Estado y Sultán Alí Keshtmand como primer ministro. En realidad, Karmal tenía aún suficientes apoyos como para provocar la caída de Najibulá en cuanto perdiera el apoyo de Moscú, e hizo saber que considera su mandato un mero interregno, tras el cual retomaría la secretaría general del Partido. Los soviéticos querían a Karmal permaneciera en la escena política, pero cuando Najibulá comenzó a elevar quejas de que estaba interfiriendo en sus planes de reconciliación para poner fin a la guerra, el politburó soviético decidió defenestrarlo. La decisión fue apoyada por Andréi Gromyko, Yuli Vorontsov, Eduard Shevardnadze, Anatoli Dobrynin y Víktor Chébrikov. En noviembre de ese mismo año, Karmal fue relevado al frente del Consejo Revolucionario por Haji Mohammad Chamkani, que no era miembro de PDPA. Karmal fue exiliado a Moscú, donde el Estado Soviético le entregó un apartamento y una dacha, donde permaneció bajo estrecha vigilancia. Participó en algunos actos de la comunidad local de exiliados, donde criticó la política de Najibulá por considerarla desastrosa para la Revolución. Tras la caída de la URSS volvió brevemente a su país, para acabar muriendo en Moscú en 1996.

#### Reconciliación Nacional
En septiembre de 1986 se creó, a instancias de Najibulá, la Comisión de Reconciliación Nacional, cuyo objetivo era lograr un entendimiento con los contrarrevolucionarios, a fin de completar la Revolución de Saur en su nueva fase (sic). A finales de 1986, Najibulá reclamó un alto el fuego de seis meses y el inicio de conversaciones de paz con los distintos grupos opositores. Los acercamientos, de haber tenido éxito, pretendían lograr el establecimiento de un gobierno de coalición y el fin del monopolio del poder del PDPA como partido único.
El 3 de enero de 1987 se realizó la reunión constitutiva de la Comisión de Reconciliación Nacional, compuesta por 35 miembros y presidida por Abdul Rahim Hatef. Un armisticio que puso en libertad a miles de presos políticos entró en vigor el 15 de enero. Najibulá anunció que los principios de la Reconciliación Nacional eran: un replanteamiento de la democracia afgana sobre la base de una tregua de la lucha armada, una transición para resolver los problemas del país, la preservación de la estructura política y económica del Estado, una amnistía general y la protección y consolidación de las tradiciones y la religión. Los líderes muyahidines rechazaron el concepto de Reconciliación Nacional, argumentando que el programa hacía hincapié en la irreversibilidad de las conquistas de la Revolución de Abril. Líderes de siete grupos rebeldes se reunieron ese mismo mes en Peshawar y acordaron rechazar la propuesta del gobierno. En julio de 1987 Najib anunció la posibilidad de establecer partidos políticos alternativos. Ofreció, también, puestos ministeriales para opositores. En septiembre de 1987, gracias a esta política regresaron 90 000 refugiados y 30 000 rebeldes militantes de 174 organizaciones diferentes depusieron las armas. En los años siguientes continuarían abandonando la lucha miles de muyahidines, cuyo número total mermó considerablemente.
Aunque el programa fracasó, Najibulá logró reclutar a muyahidines descontentos para formar milicias pro-gubernamentales. La Reconciliación nacional sirvió, asimismo, para aumentar apoyo de la plebe urbana a su régimen y a la estabilización de las posiciones del ejército gubernamental.
El 13 de julio de 1987 la República Democrática de Afganistán pasó a ser, oficialmente, la República de Afganistán, y el 30 de septiembre Najib fue nombrado Presidente del Presídium del Consejo Revolucionario de la República.
Redactada en septiembre del 86, la nueva constitución fue adoptada el 29 de noviembre de 1987. La carta magna debilitaba el poder absoluto del jefe de Estado al cancelar su veto definitivo. Según Najibulá, la razón fue la necesidad de un verdadero reparto del poder.
El 30 de noviembre, de acuerdo con la nueva constitución, la Gran Asamblea lo eligió como Presidente de la República por un período de siete años. Pronto comenzó la querella política: una parte de la facción radical Jalq del PDPA apoyó al nuevo presidente, pero dentro de la otra facción, la Parcham, bastantes querían el regreso de Karmal. Estos disidentes fueron destituidos y encarcelados, siendo liberados meses después. Posteriormente, Najibulá admitiría que esas detenciones arbitrarias fueron un error y alegó haberlas realizado a petición de la KGB.
En junio de 1988 el Consejo Revolucionario, elegido por el Partido, fue reemplazado por una Asamblea Nacional elegida por voto popular. La periclitada naturaleza socialista del PDPA fue cada vez más combatida. En 1989 el Ministerio de Educación Superior comenzó a trabajar en la desovietización de las universidades, y en 1990 llegó anunciarse que todos los miembros del Partido eran musulmanes, y que el Partido había renegado del marxismo. La Constitución de 1987 convirtió al islam en la religión oficial del Estado (art. 2) y estipulaba que el Jefe del Estado debía ser musulmán (art. 73). La Constitución de 1990, que borraba toda referencia al socialismo, definía Afganistán como un Estado unitario islámico e independiente.

#### Economía
Najibulá continuó la política económica de Karmal. Siguieron los intercambios con el Bloque del Este, y se intentó potenciar el crecimiento económico mediante el Plan Quinquenal de Desarrollo Económico y Social, que se implementó en enero de 1986 y prosiguió hasta marzo de 1991, un mes antes de la caída del gobierno. De acuerdo con las grandiosas expectativas del mismo, la economía, que había crecido hasta entonces a un ritmo inferior al 2 % anual, debía desarrollarse un 25 % en esos años. La industria crecería un 28%, la agricultura el 15 %, el comercio doméstico un 150 % y el exterior un 15 %. Como era de esperar, el plan fue un completo fracaso, y el ritmo de crecimiento continuó estancado en el 2 % bajo el mandato de Najibulá. La nueva Constitución afgana de 1990 prestó cierta atención al sector privado: el artículo 20 trataba el establecimiento de empresas privadas, y el 25 animaba a los inversores extranjeros.

#### Cultura
En 1988, Abdul Ahad Mohmand se convirtió en el primer (y único) cosmonauta afgano, mediante el programa soviético Intercosmos. Mohmand estuvo en la estación espacial Mir. Ese mismo año, el gobierno fundó las universidades de Balj y Herat.
También en 1988, el presidente Najibulá, ante el temor de la victoria fundamentalista, ordenó sacar del Museo Nacional de Kabul 22 000 piezas arqueológicas y esconderlas en cofres del Banco Nacional en las bóvedas subterráneas del palacio presidencial, donde quedaron guardadas bajo siete llaves, cada una de ellas entregada a una persona diferente, sin que esas personas supieran quiénes eran las demás, teniéndose que reunir todas con todas las llaves para poder abrir los cofres. De esta forma, los tesoros se salvaron y no corrieron en los años posteriores la suerte de los Budas de Bāmiyān y otras piezas únicas como los miles que fueron vendidas al extranjero por los muyahidines, o las 2500 que aún guardaba el Museo de Kabul y que fueron destruidas a martillazos por los talibanes. Los talibanes capturaron a algunas de las personas con las llaves e intentaron quitárselas por la fuerza, pero no lo lograron. Tras la caída del régimen talibán, en 2006 se pudo dar con las siete llaves y reabrir finalmente la bóveda.
En 1990, el gobierno de Najibulá fundó una nueva universidad, la de Kandahar, que comenzó con una única facultad, la de Agricultura, en 1991.

#### Guerra civil

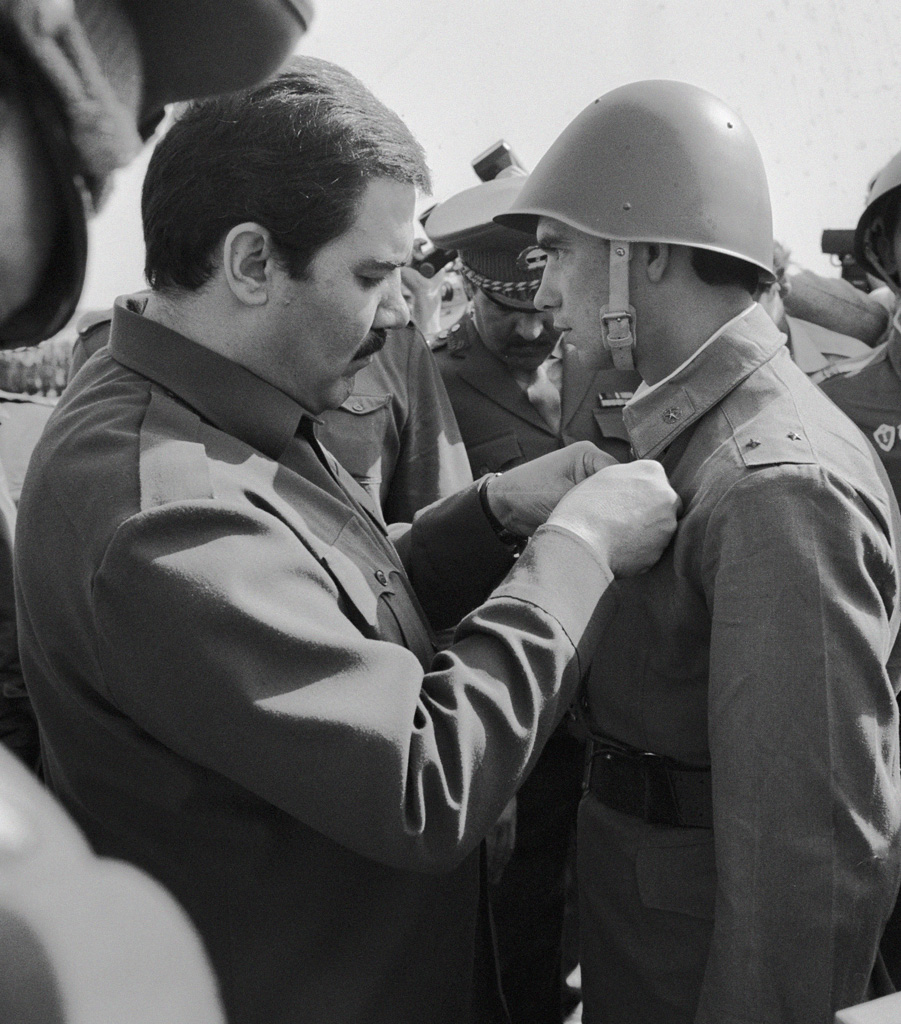
Najibulá condecorando a un soldado.

En 1989, por orden del líder soviético Mijaíl Gorbachov, las tropas de la URSS se retiraron ordenadamente de Afganistán. Cuatro días después de la salida del último grupo, Najibulá decretó el estado de emergencia. En abril, los muyahidines, con el apoyo del Ejército de Pakistán, atacaron Jalalabad. En el extranjero, muchos esperaban el desmoronamiento estrepitoso de un gobierno que había sido tildado de «títere». Sin embargo, las Fuerzas Armadas de Afganistán infligieron una terrible derrota a los muyahidines, derrotando a sus ejércitos combinados en la batalla por Jalalabad. En una carta a Gorbachov del 15 de noviembre de 1989, Najib escribió que en ocho meses habían logrado repeler a los muyahidines en todas las áreas importantes, pero el gobierno necesitaba nuevos suministros de armas, sin los cuales la situación militar en las zonas remotas podría complicarse drásticamente.
En agosto de 1989 fue descubierta una nueva conspiración contra el gobierno, lo que derivó en el arresto de varios oficiales de alto rango del Ejército. El ministro de Defensa, el teniente general Sahnavaz Tanai, amenazó con amotinarse si no eran excarcelados. Finalmente, estos oficiales fueron liberados.
El 5 de marzo, el teniente general Tanai inició un golpe de Estado. Sus tropas bombardearon el palacio presidencial y Najibulá tuvo que refugiarse en un búnker. Los combates más encarnizados fueron alrededor del aeródromo de Bagram, en el Ministerio de Defensa y en el edificio de la Dirección Política del Ejército. Para el 8 de marzo el levantamiento había sido aplastado por las tropas leales. Tanai escapó en avión a Pakistán y se unió a los muyahidines.
Al ver las continuas fragmentaciones del partido y la desintegración del campo socialista, Najibulá organizó a finales de junio de 1990 el II Congreso del PDPA, que cambió su nombre a Partido Watan («De la Patria»).
Ese año, el canciller soviético Eduard Shevardnadze propuso al Buró Político del PCUS la eliminación de la Comisión de Trabajo sobre Afganistán, lo cual fue aprobado. Esto fue seguido por la firma del nuevo canciller soviético Borís Pankin con el secretario de Estado de EE. UU. James Baker, en septiembre de 1991, de un acuerdo para el cese de los suministros de armas a los contendientes de la Guerra Civil Afgana a partir del 1 de enero de 1992.
Con la disolución de la URSS, los intercambios comerciales afganos y la economía en general se desplomaron. A comienzos de 1992, el general Abdul Rashid Dostum cambió de bando y se unió a los muyahidines, sitiando Kabul. El 18 de marzo, Najibulá ofreció entregar la presidencia a un gobierno de transición y el 16 de abril renunció.

### Derrocamiento
Najibulá envió a su esposa, sus tres hijas y su hermana en un avión a Nueva Delhi, pero no le permitieron embarcar a él también, así que se refugió en la embajada de la India y luego en el edificio de la oficina de la ONU (que tenía estatus de embajada). Junto a él estaban su hermano (el general Shah Ahmadzai), el antiguo ministro Ishaq Tokhi y un guardaespaldas llamado Jafsar.
Hasta 1996, en Kabul y otras ciudades se difundió ampliamente la consigna de «¡Viva Najibulá!». Esto se debía al caos reinante en esos años, que recordaba a la gente la relativa paz del gobierno anterior. La situación del expresidente en la sede de la ONU suscitó varios intentos de normalización, pero al no llegarse a un acuerdo continuó viviendo allí. El expresidente aprovechó para trabajar en la traducción del libro El Gran Juego, que habla de la lucha entre los imperios británico y ruso por la influencia en el Afganistán del siglo XIX.

### Asesinato
El 26 de septiembre de 1996, después de la toma de Kabul por los talibanes, el edificio de la ONU fue asaltado por los mismos y Najib y su hermano fueron secuestrados. Ambos fueron sometidos a torturas y ejecutados al día siguiente. Los cadáveres fueron expuestos, mientras los talibanes se burlaban colocándoles cigarrillos y billetes en los dedos. Estas terribles imágenes fueron publicadas por la prensa internacional.
Según el orientalista ruso V. Plastun, veterano de Afganistán y que conoció personalmente a Najibulá y a sus opositores, cuando la entrada talibán a la capital era inminente, el líder muyahidín Ahmad Shah Masud le ofreció a Najib la posibilidad de irse entre los miles de afganos que huían de los talibanes, pero Najibulá se negó y con él se quedó su hermano; Tokhi y Jafsar siguieron el consejo de Masud. Plastun relata que cuando Najib y su hermano fueron secuestrados, los llevaron a una casa dependiente del ISI pakistaní, donde le ofrecieron el puesto de presidente del nuevo régimen a cambio de que firme un tratado para reconocer la frontera sur de Afganistán, la «línea Durand». Esta no es reconocida por los afganos como la frontera legítima y firmar ese tratado hubiera supuesto una grave traición. Najib se negó y de ahí su tortura y muerte.
Los talibanes prohibieron que Najibulá fuera enterrado según la costumbre islámica. En Quetta y Peshawar, se leyeron oraciones en su memoria. El día siguiente a su muerte, su cadáver y el de su hermano fueron retirados y entregados a la Cruz Roja para el entierro, que fue realizado en su pueblo natal, en un funeral presidido por los ancianos de su tribu.

## Legado
Desde la caída del régimen talibán, los discursos y retratos de Najib se han vuelto muy populares en la población, especialmente en la capital.
En 2008, Radio Kabul realizó una encuesta sobre la pregunta «¿Cuál de los regímenes políticos del pasado y el presente considera más adecuado a sus intereses?». El 93,2% de las personas eligieron al régimen de Najibulá.
Con motivo del 12.º aniversario de su muerte, sus partidarios pudieron reunirse por primera vez para honrar su memoria. El organizador de la reunión, Dzhabarhel Shirulla Vatan, dijo que el asesinato de Mohammad Najibulá fue cometido por «enemigos del pueblo afgano a las órdenes de sus amos extranjeros». Desde entonces, los nostálgicos realizan actos cada 27 de septiembre.
En Afganistán existe la Fundación Dr. Najib.
| Predecesor: Haji Mohammad Chamkani (Presidente del Presidium del Consejo Revolucionario) | Presidente de la República de Afganistán (sep.-nov. 1987 como Presidente del Presidium del Consejo Revolucionario) 1987 - 1992  | Sucesor: Abdul Rahim Hatef   |
| Predecesor: Babrak Karmal                                                                | Secretario General del Comité Central del Partido Democrático Popular de Afganistán (entre 1990-1992 Partido Watan) 1986 - 1992 | Sucesor: Ninguno             |
| Predecesor: Hafizullah Amín (Director del Servicio de Inteligencia de los Trabajadores)  | Director del Servicio de Información del Gobierno 1980 - 1986                                                                   | Sucesor: Ghulam Faruq Yaqubi |